# Drongo royal
Dicrurus macrocercus
Espèce
Statut de conservation UICN

 LC  : Préoccupation mineure
Synonymes
- Buchanga atra
- Bhuchanga albirictus

Le Drongo royal (Dicrurus macrocercus) est une espèce de passereaux de la famille des Dicruridae.

## Description
C'est un oiseau entièrement noir, avec une queue fourchue caractéristique, qui mesure 28 cm de longueur pour un poids de 40 à 60 g.

## Alimentation

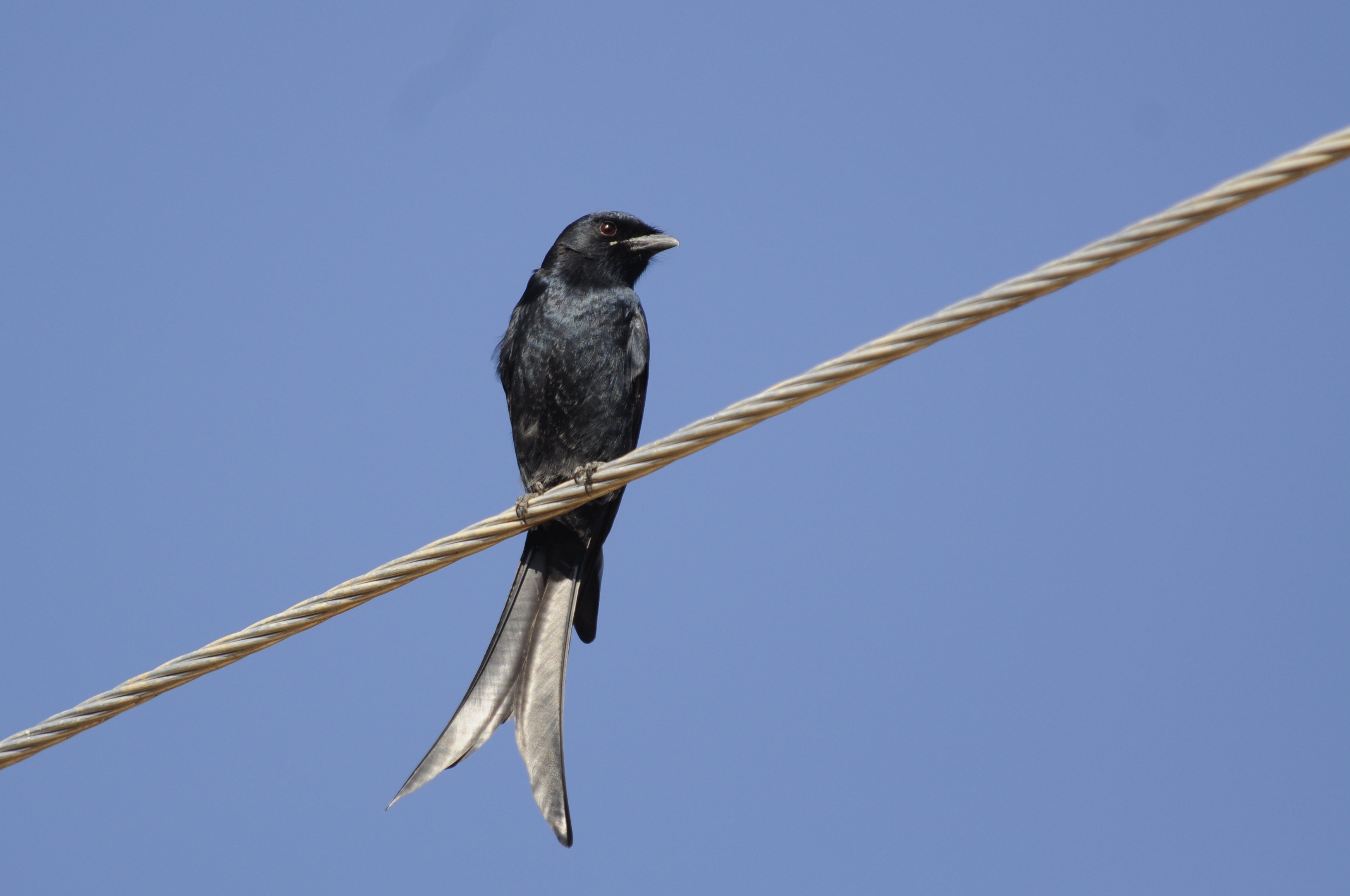

Il se nourrit principalement d'insectes, c'est pourquoi il est courant de le voir dans les champs et les bois de tout son domaine de répartition, posé sur un perchoir bien visible ou sur les lignes électriques ou téléphoniques. Il mange aussi  parfois des oisillons dans leur nid et des petites chauve-souris.
Parfois il boit du nectar des fleurs d'arbres fromagers bombax insigna et bombax ceiba (salmalia malabarica).

## Comportement
L'espèce est connue pour son comportement agressif envers les oiseaux beaucoup plus grands que lui, tels que les corneilles, n'hésitant pas à plonger en bombe sur tout oiseau de proie qui envahit son territoire. Les petits oiseaux nichent souvent dans le voisinage bien gardé d'un nid de Drongo royal.

## Répartition
Cet oiseau réside dans une grande partie du sud de l'Asie tropicale depuis le sud-ouest de l'Iran en passant par l'Inde et l'est du Sri Lanka au sud de la Chine et l'Indonésie.

Distribution du Drongo royal

Introduit dans certaines îles du Pacifique, il a prospéré et est devenu tellement abondant qu'il menace ou a causé l'extinction d'espèces d'oiseaux indigènes endémiques.

## Habitat
Le drongo royal vit à l'orée des forêts, dans des endroits couverts de buissons et d'arbres isolés et aussi dans les parcs et jardins des villes.

## Reproduction

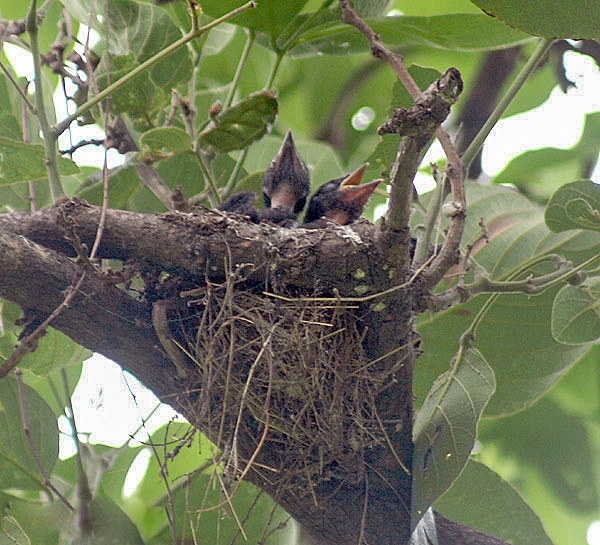

Ce passereau construit un nid à la fourche d'une branche d'un arbre feuillu (manguier, acacia nilotica, prosopis spicifera ou chêne quercus) entre 2 et 12 m au dessus du sol. Ce nid est constitué de rameaux et de filaments végétaux. La femelle pond de 2 à 3 œufs. Les deux parents couvent à tour de rôle pendant 16 jours puis nourrissent les oisillons.
Le drongo élève aussi souvent à son insu un coucou.

## Taxonomie
Longtemps considéré comme une sous-espèce du Drongo brillant (Dicrurus adsimilis), il est maintenant reconnu comme une espèce à part entière.

## Galerie

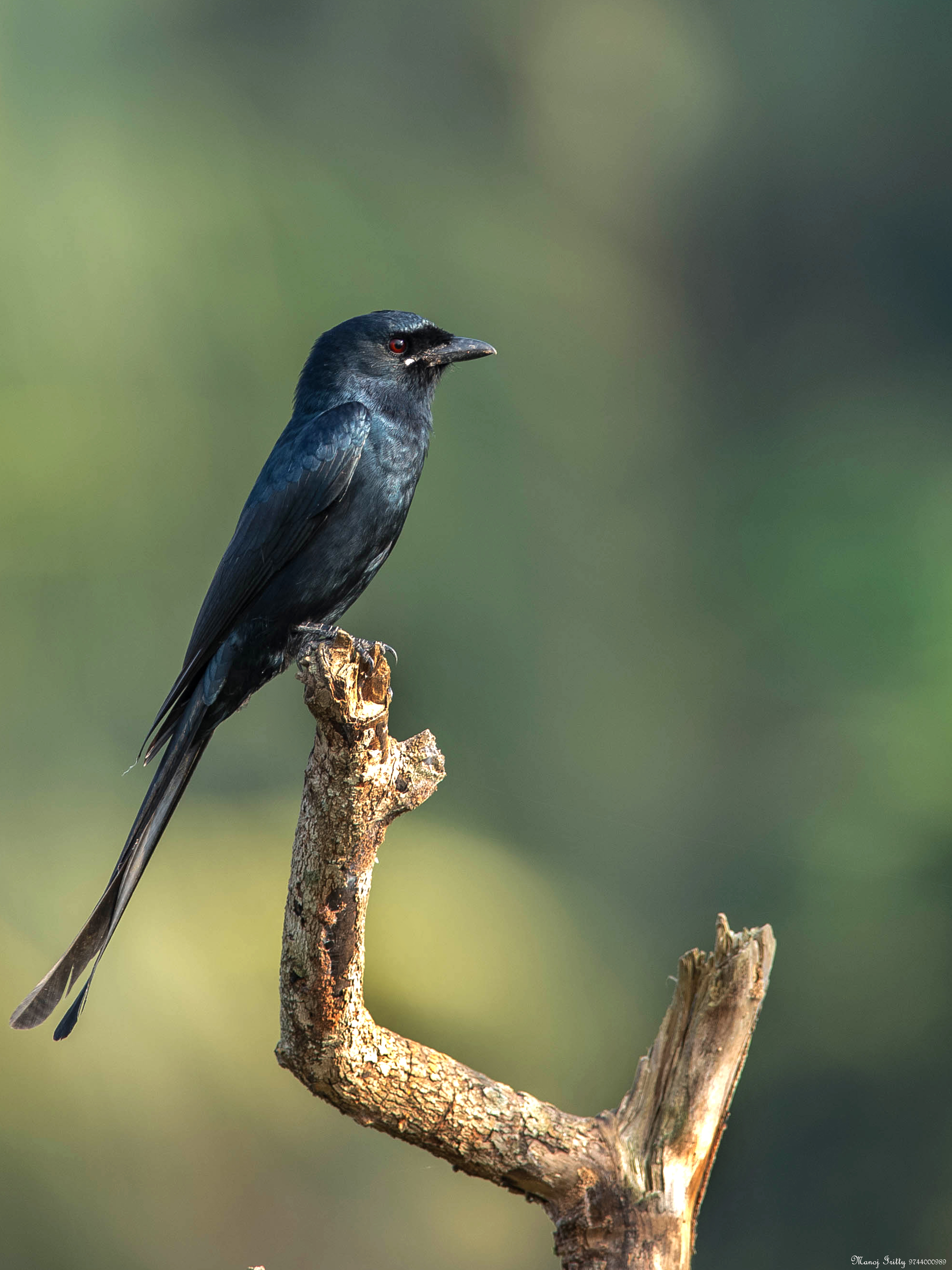
Individu aperçu à Iritty, Kerala, Inde
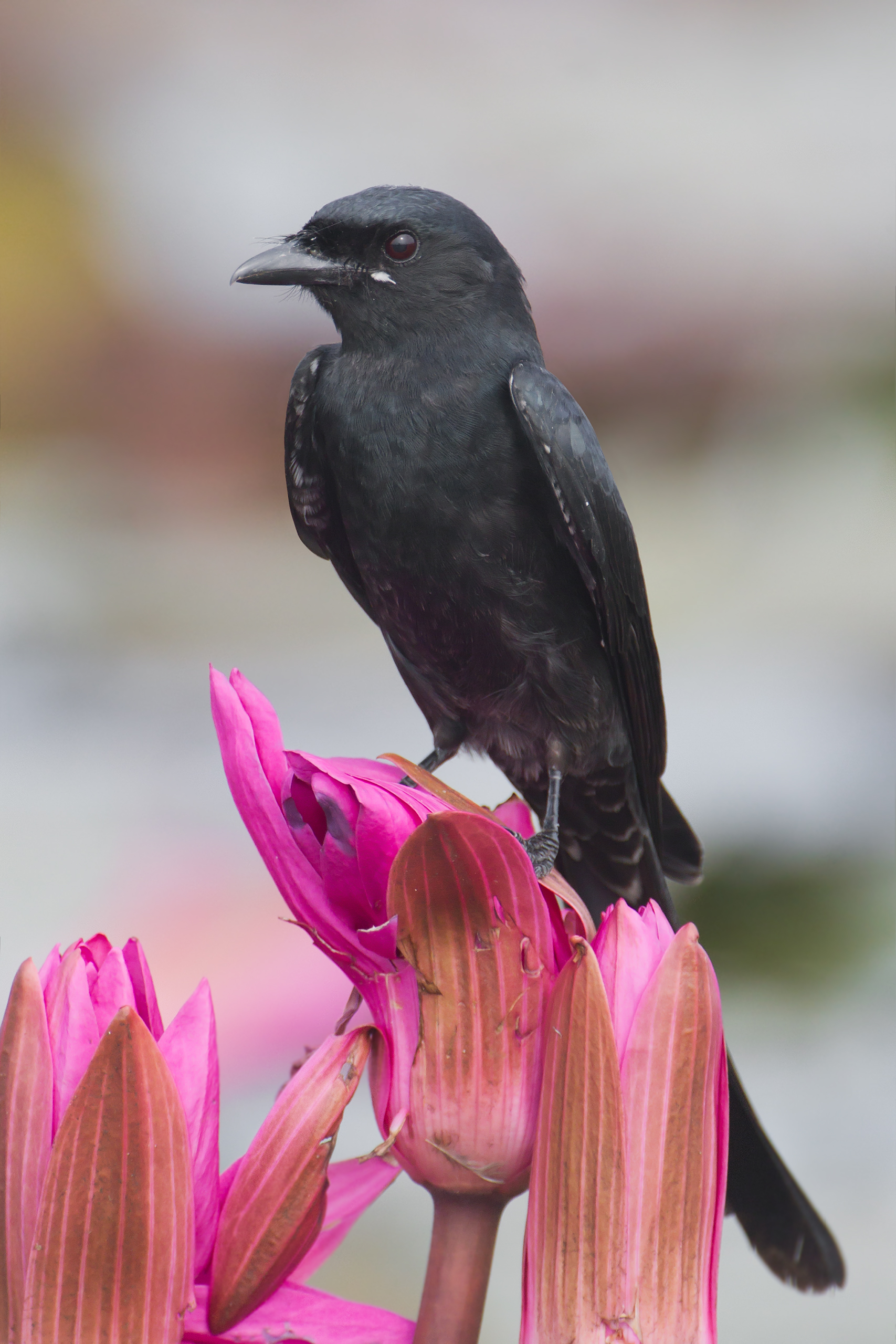
Individu vu à Bueng Boraphet, Thaïlande

## Sous-espèces
D'après la classification de référence (version 5.2, 2015) du Congrès ornithologique international, cette espèce est constituée des sept sous-espèces suivantes (ordre phylogénique) :
- Dicrurus macrocercus albirictus (Hodgson) 1836 ;
- Dicrurus macrocercus macrocercus Vieillot 1817 ;
- Dicrurus macrocercus minor Blyth 1850 ;
- Dicrurus macrocercus cathoecus Swinhoe 1871 ;
- Dicrurus macrocercus thai Kloss 1921 ;
- Dicrurus macrocercus harterti Baker, ECS 1918 ;
- Dicrurus macrocercus javanus Kloss 1921.